# Hôtel d'Hercule
L'ancien hôtel d'Hercule était un hôtel particulier situé au 5-7 rue des Grands-Augustins, dans le 6e arrondissement de Paris. Ce monument fait l’objet d’une inscription au titre des monuments historiques depuis le 22 février 1926.

## Le bâtiment
L'hôtel d'Hercule, ainsi nommé parce qu'on y avait peint les travaux de ce héros antique, fut d'abord occupé par le comte de Sancerre et acheté en 1409 par Barthélemy Le Viste, conseiller au Parlement de Paris. Jean de la Driesche, président en la Chambre des comptes, l'ayant acquis, le fit rebâtir, et peu de temps après, le vendit à Louis de Halluin, seigneur de Piennes et chambellan du roi. Charles VII l'acheta, moyennant 10 000 livres, par contrat passé le 25 juin 1493. Sous le règne de Louis XII, cet hôtel était occupé par Guillaume de Poitiers, seigneur de Clérieu. Le chancelier Duprat l'habita ensuite. En 1573, il appartenait à Antoine Duprat, petit-fils du chancelier et seigneur de Nantouillet. Cette habitation était alors très vaste et s'étendait jusqu'à la seconde maison, en deçà de la rue Pavée, et en profondeur, jusqu'aux jardins de l'abbé de Saint-Denis. 
Sur une partie de l'emplacement de l'hôtel d'Hercule, l'hôtel de Savoie ou de Nemours fut construit. En 1671, cette dernière propriété fut abattue, et sur son emplacement on construisit la rue de Savoie, sur une largeur de 7,90 m ; dimension qui a été maintenue par une décision ministérielle du 8 nivôse an IX, signée Chaptal. Les propriétés riveraines sont alignées. 
Jean de Marlès dans son Paris ancien et moderne (1837) écrit :

« Cet hôtel a eu jadis beaucoup de célébrité. Ce fut là que logea l'archiduc Philippe lorsqu'il se rendait de la Flandre à Madrid en 1499 Jacques V roi d'Écosse y demeura aussi en 1536 quand il vint à Paris épouser Madelaine de France. On y a tenu pareillement pendant quelque temps les assemblées de l'ordre du Saint Esprit. L'hôtel de Nemours fut pris en grande partie sur l'emplacement de d'Hercule cet hôtel de Nemours a fourni le sol de la rue de Savoie ; l'hôtel d'Hercule a été divisé entre un grand nombre de particuliers dont les sont presque toutes habitées par des libraires. »

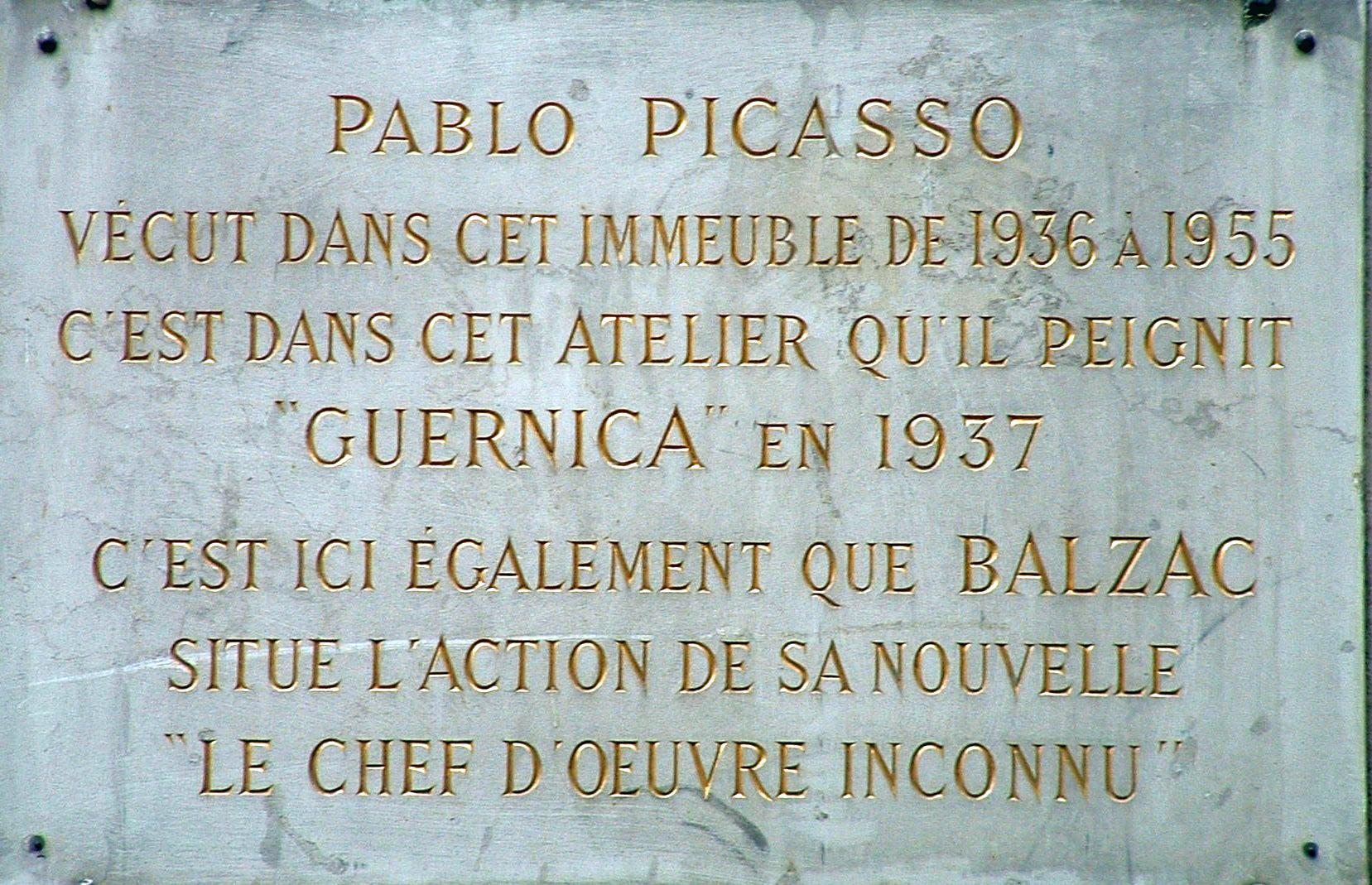
Plaque.

Dans cet hôtel, Honoré de Balzac situe l'atelier du peintre Frenhofer de sa nouvelle Le Chef-d'œuvre inconnu. Par ailleurs, Pablo Picasso y a exécuté le tableau Guernica en 1937. Une plaque commémorative sur la façade rappelle ces épisodes.

### Sources et bibliographie
- Jean de Marlès, Paris ancien et moderne : ou Histoire de France divisée en douze périodes appliquées aux douze arrondissements de Paris, et justifiée par les monuments de cette ville célèbre, Parent-Desbarres, 1837 (lire en ligne)
- Louis Lazare et Félix Lazare, Dictionnaire administratif et historique des rues de Paris et de ses monuments, F. Lazare, 1844-1849 (lire en ligne)